# Derek Harrison (Radsportler)
Derek Harrison (* 5. März 1944 in Birmingham; † 15. Mai 2018 in Pernes-les-Fontaines) war ein britischer Radrennfahrer und nationaler Meister im Radsport.

## Sportliche Laufbahn
Harrison war Teilnehmer der Olympischen Sommerspiele 1964 in Tokio. Im Mannschaftszeitfahren belegte das britische Team mit Bob Addy, Mike Cowley, Derek Harrison und Colin Lewis den 15. Rang. Im olympischen Straßenrennen wurde er beim Sieg von Mario Zanin als 31. klassiert.
1960 gewann er Meisterschaft der Junioren im Straßenrennen. Als Amateur gewann er einige kleinere Etappenrennen auf der britischen Insel. 1964 siegte er im Archer Grand Prix, einem traditionsreichen britischen Eintagesrennen sowie im Harp Lager Grand Prix. Er wurde Zweiter hinter Albert Hitchen im Lincoln Grand Prix. 1964 wurde er bei den nationalen Meisterschaften im Bahnradsport Zweiter in der Einerverfolgung hinter Hugh Porter. 1967 ging er nach Frankreich und fuhr für einen französischen Amateurverein. Er gewann einige Rennen. Die bedeutendsten Erfolge waren die Siege in der Route de France und in der Tour de l’Yonne 1967. Dazu kamen Etappensiege im Circuit des Mines, in dem er Zweiter der Gesamtwertung wurde. 1965 bis 1967 bestritt er die Tour de l’Avenir. 1967 wurde er Neunter der Gesamtwertung. 
1967 wurde er Berufsfahrer im Radsportteam Tigra. 1974 beendete er seine Laufbahn im Team TI-Raleigh. 1968 gewann er als erster Brite die Bergwertung in der Tour de Suisse. 1969 gewann er eine Etappe im Grand Prix Midi-Libre. In der Tour de France fuhr er 1969 auf den 32. Platz, 1968 war er ausgeschieden.